# Nubya Garcia
Nubya Nyasha García (nacida en 1991) es una música de jazz, saxofonista, compositora y líder de banda británica.

## Trayectoria
García nació en 1991 en Camden Town, Londres, de madre guyanesa, ex funcionaria pública y padre cineasta británico trinitario, el menor de cuatro hermanos. Su tío es John R. Rickford, profesor de Lingüística y Humanidades de la cátedra JE Wallace Sterling en la Universidad de Stanford.
García siguió a sus tres hermanos mayores al centro local de música de los sábados a la edad de 5 años, donde aprendió a tocar el violín y luego tocó la viola en la London Schools Symphony Orchestra (LSSO). García ha contado que su vida hogareña con su padrastro, un músico de instrumentos de viento con una vasta colección de instrumentos, y su madre una entusiasta coleccionista de todos los géneros de música, desde el reggae y la música latina hasta la clásica y el soul, junto con las actividades musicales en la escuela, Camden School for Girls, significaba que estaba saturada de música de todos los géneros.
García comenzó a aprender a tocar el saxofón a la edad de 10 años, con Vicky Wright. Se convirtió en miembro de la Camden Jazz Band, dirigida por la pianista de jazz Nikki Yeoh, antes de unirse al programa de jazz juvenil de la Royal Academy of Music. También asistió a los talleres de Tomorrow's Warriors bajo la dirección de Gary Crosby. Mientras aún estaba en la escuela secundaria, recibió una beca para un programa de verano de cinco semanas en el prestigioso Berklee College of Music en Boston. Durante su año sabático estudió con el exmiembro de Jazz Messengers, Jean Toussaint. En 2016 se graduó con honores en el Conservatorio de Música y Danza Trinity Laban, en la especialidad Jazz Performance.
En 2017, García lanzó su EP de debut 5ive de Nubya a través del sello Jazz re: freshed. Ese año, su banda actuó como telonera en el Festival Mundial Gilles Peterson en Sète; al año siguiente tocó en el Festival de Jazz de Invierno de Nueva York y el JazzFest de Berlín.
En su EP de 2018 When We Are, García exploró cómo se puede usar la electrónica en un entorno de jazz en vivo; el EP fue creado con el apoyo del premio Steve Reid InNOVAtion Award, un proyecto de desarrollo entre la Fundación PRS y la Fundación Steve Reid. También es miembro del colectivo Nérija y del conjunto de afro - jazz Maisha. Además, es colaboradora en álbumes de Makaya McCraven, Theon Cross, Moses Boyd y Sons of Kemet y Shabaka Hutchings. Sus contribuciones se pueden encontrar en cinco pistas de Brownswoods We Out Here, un álbum de muestras de la escena del jazz moderno de Londres.
García realiza giras internacionales, en Europa, India, Australia y América del Norte. Actúa regularmente en festivales en el Reino Unido, incluido el Love Supreme Jazz Festival y el NN North Sea Jazz Festival. Ha encabezado espectáculos con entradas agotadas en el Ronnie Scott's Jazz Club. García también tiene una creciente reputación como DJ, con una residencia radial mensual en NTS Radio desde noviembre de 2017.
Se suponía que García actuaría en el Festival de Glastonbury, que tuvo que ser cancelado debido a la creciente preocupación por la pandemia de coronavirus 2019-2020 .

## Discografía

### Líder
- Nubya 5ive (2017)
- When We Are EP (2018)
- "Pace" single (2020)
- "Source" single (2020)
- Source álbum (2020)[24]
- Odyssey album (2024)

### Colaboraciones
- Various Artists – We Out Here (2018)
- Maisha – Welcome to a New Welcome (2016)
- Maisha – There is a Place (2018)
- Nérija – Nérija EP (2019)
- Nérija – Blume (2019)
- Various Artists - Blue Note Re Imagined (2020)

### Apariciones en
- Ezra Collective – Juan Pablo: The Philosopher (2017)
- Blue Lab Beats – Freedom (2017)
- Joe Armon-Jones – Starting Today (2018)
- Makaya McCraven – Where We Come From (2018)
- Makaya McCraven – Universal Beings (2018)
- Eun – Darkness must be Beautiful (2018)
- Joe Armon-Jones – Turn To Clear View (2019)
- Theon Cross – Fyah (2019)
- Ben Hayes – Ready Yet (2019)
- DJ Yoda – Home Cooking (2019)
- Moses Boyd - Dark Matter (2020)

## Premios
- 2018 Jazz FM Awards - UK Breakthrough Act - Ganadora[25]
- 2018 South Bank Sky Arts Award Times Breakthrough Act - Ganadora[26]
- 2019 Jazz FM Awards - UK Jazz Act of the Year - Ganadora[27]